# Pokémon Omega Ruby és Alpha Sapphire
A Pokémon Omega Ruby és Alpha Sapphire (ポケットモンスター オメガルビー&アルファサファイア; Hepburn: Poketto Monsutā Omega Rubī & Arufa Safaia) kettő 2014-ben megjelent szerepjáték, melyet a Game Freak fejlesztett és a Nintendo jelentetett meg a Nintendo 3DS konzolcsalád tagjaira. A játékok a Pokémon sorozat hatodik generációjának tagjai, egyben a 2002-ben megjelent Pokémon Ruby és Sapphire című Game Boy Advance-játékok feljavított újragondolásai. A játékokat a Nintendo 2014. május 7-én egy kedvcsináló előzetesvideóban jelentette be. A játékok a Pokémon X és Y címekhez hasonlóan az összes hivatalos fordítást tartalmazzák szemben a korábbi generációkkal, ahol a játékok kizárólag egy nyelvet tartalmaztak.
Az Omega Ruby és az Alpha Sapphire 2014. november 21-én, pontosan tizenkét évvel az eredeti Ruby és Sapphire kiadási dátuma után jelent meg Japánban, Észak-Amerikában és Ausztráliában. Az európai és az indiai megjelenésre egy héttel később, 2014. november 28-án került sor.

## Helyszín és cselekmény
Az Omega Ruby és az Alpha Sapphire helyszíne és cselekménye többnyire megegyezik az eredeti Ruby és Sapphire játékokéval. A játék kezdetén a játékos szereplője édesanyjával egy teherautóval a Hoenn-régióba költözik, mivel a főszereplő édesapját, Normant a petalburgi pokémonterem vezetőjének választották. A játékos a pokémonmesteri kalandozásait azzal kezdi, hogy megmenti Birch professzort egy vad pokémontól, kezdő pokémonpartnerének pedig egy Treeckót, egy Torchicet vagy egy Mudkipet választhat. Ezek után a játékos szereplője a Hoenn-régiót bejárva megpróbálja kitölteni a pokédexét és megpróbálja legyőzni a Hoenn-pokémon liga nyolc teremvezetőjét. A főszereplő az útja során belebotlik a játék főgonoszainak tekinthető Magmacsapat (Omega Ruby) vagy Aquacsapat (Alpha Sapphire) nevű formációba, akik a Primal Groudon (Omega Ruby) vagy a Primal Kyogre (Alpha Sapphire) legendás pokémonok erejét felhasználva akarják a világot a saját akaratuk szerint formálni. A Magmacsapat Groudonnal akarja felszáríttatni az óceánokat, hogy a világ így a földtípusú pokémonok fellegvára legyen, ezzel szemben az Aquacsapat Kyogrét akarja megidézni, hogy az elárassza a földeket, ezzel igazodva a víztípusú pokémonokhoz. A játékos a Hoenn-pokémonliga bajnokának, Steven Stone-nak és Wallace teremvezetőnek a segítségével legyőzi a Magma- vagy az Aquacsapatot, megakadályozva ezzel a globális kiszáradást vagy áradást. A főszereplő ezután pokémonligában jeleskedik, legyőzve az elit négyeket, majd Stevent is, így ő lesz a Hoenn-pokémonliga új bajnoka. A játékosnak ezen felül lehetősége van számos pokémonversenyben való szereplésre is, melyben a pokémonjai tudásait mérettetheti meg a közönség és a bírák előtt. A Pokémon X és Y játékokkal szembeni finomhangolt játékmenet mellett 20 új megafejlődés is bekerült a játékba. 
A deltaepizód néven egy új mellékküldetés is bekerült az Omega Ruby és az Alpha Sapphire verziókba. Ebben a játékos szereplője Zinniával, Stevennel és Cozmo professzorral együttműködve meg kell akadályoznia, hogy egy meteor csapódjon a bolygóba, ehhez el kell kapniuk Rayquaza legendás pokémont, mivel az meg tudja állítani a Deoxys legendás pokémont tartalmazó meteort.

## Fogadtatás
| Összegzőoldal | Értékelés               |
| ------------- | ----------------------- |
| GameRankings  | 84% (OR) 83% (AS)       |
| Metacritic    | 83/100 (OR) 82/100 (AS) |

| Szerző                | Értékelés |
| --------------------- | --------- |
| Famicú                | 37/40     |
| Game Informer         | 8,75/10   |
| GameSpot              | 8/10      |
| Hardcore Gamer        | 4/5       |
| IGN                   | 7,8/10    |
| Joystiq               | [ 15 ]    |
| Nintendo World Report | 9/10      |
| Polygon               | 8/10      |

Az Omega Ruby és az Alpha Sapphire játékokat pozitívan fogadta a videójáték-szaksajtó. Peter Brown a GameSpotnak írt cikkében dicsérte a háromdimenziós megjelenést és az edzőmechanikát, de úgy érezte, hogy a játék nem tudta teljesen megoldani annak formulájában rejlő általános problémákat. Kallie Plagge az IGN hasábjain közzétett elemzésében szintén dicsérte a játékban szereplő Hoenn háromdimenziós újraalkotását és az internetes funkciókat is. Plagge azonban már rosszalló véleménnyel volt a játék előrehaladásához szükséges HM-ek száma, illetve a víztípusú pokémonoknak kedvező egyensúlyhiány és a vízalapú útvonalakra való támaszkodás miatt is, annak ellenére, hogy ezek az eredeti játékok meghatározó jellemvonásai voltak. Külön kiemelte, hogy az „alámerülés” funkció ugyan az eredeti kiadásban újszerűnek hatott, azonban azóta az már inkább unalmassá vált.
A két játékból összesen 3 040 000 példány kelt el három nap alatt, ebből 1 534 593 darab Japánban, míg a többi Észak-Amerikában és Ausztráliában kelt el. Az Omega Ruby és az Alpha Sapphire játékoknak volt a sorozat történelmének legnagyobb nyitánya az Egyesült Királyságban, megelőzve a korábbi rekordtartó Pokémon Black és White verziókat. A 2014-es év végig Japánban 2,4 millió példány kelt el a két játékból. 2016. június 30-ig világszerte 12,24 millió példány kelt a két játékból.

## Fordítás
- Ez a szócikk részben vagy egészben  a   Pokémon Omega Ruby and Alpha Sapphire című angol Wikipédia-szócikk ezen változatának fordításán alapul.  Az eredeti cikk szerkesztőit annak laptörténete sorolja fel. Ez a jelzés csupán a megfogalmazás eredetét és a szerzői jogokat jelzi, nem szolgál a cikkben szereplő információk forrásmegjelöléseként.